# النسوية في جمهورية أيرلندا

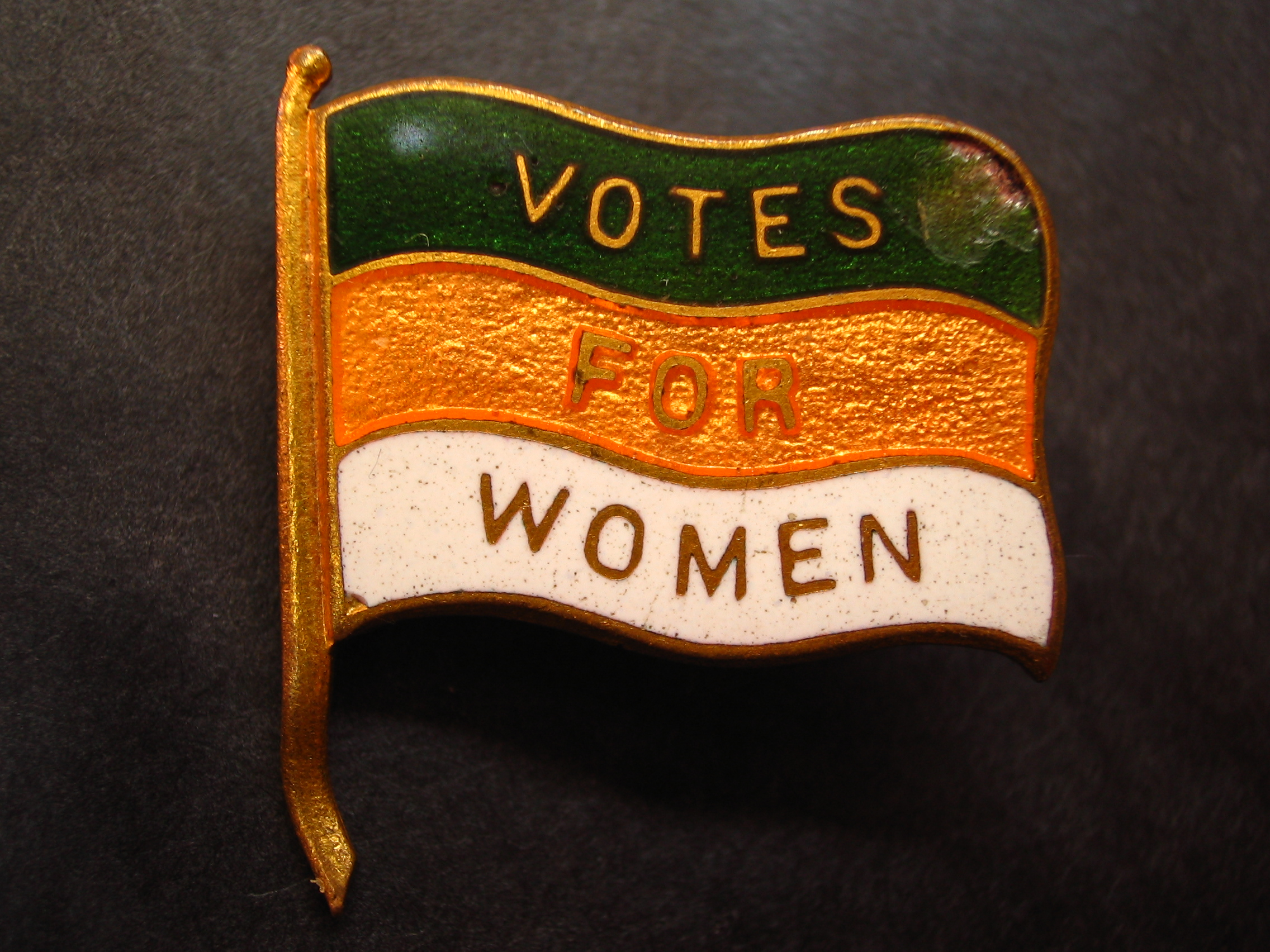
دبوس طية صدر السترة للنساء من أوائل القرن العشرين

لعبت النسوية في أيرلندا دورًا هامًا في بلورة الوضع القانوني والاجتماعي للمرأة في أيرلندا التي نعرفها اليوم. طرأت العديد من التغييرات القانونية على دور المرأة في النصف الثاني من القرن العشرين، وخصوصًا في السبعينيات.

## قبل الموجة النسوية الثانية
تمكّنت النساء في أيرلندا من التصويت جنبًا إلى جنب مع بقية مناطق المملكة المتّحدة في عام 1918، إذ اشتُرط أن يكنّ في سن الثلاثين، ومستوفيات شرط الملكية أو أن يصوّتن في الدوائر الانتخابية التابعة للجامعات؛ بينما يستطيع الرجال التصويت في سن الـ 21 ودون امتلاكهم لأيّ مؤهلات. منحت الدولة الإيرلندية الحرّة حقوق التصويت للرجال والنساء على قدم المساواة منذ الانفصال في عام 1922. [«يمتلك جميع مواطني الدولة الإيرلندية الحرة الحقّ في التصويت لأعضاء دويل أيرن والمشاركة في الاستفتاءات والمبادرات، دون أيّ تمييز مبنيّ على الجنس، وممّن بلغوا سن الواحد وعشرين عامًا، ومّمن يمتثلون لأحكام القوانين الانتخابية السائدة»]. حظيت الوعود بالمساواة في الحقوق بتأييد دستوري في عام 1922، وهو العام الذي امتلكت فيه المرأة الإيرلندية الحق بالاقتراع بشكل كامل. سُنّت بعض القوانين التي استبعدت الخدمة في هيئة المحلّفين والعمل بعد الزواج والعمل في المجالات الصناعية من قائمة حقوق المرأة، وذلك على مدار السنوات العشر التالية. جرّد كل من دستور عام 1937 والقيادة المحافظة لرئيس الوزراء الإيرلندي (تاوسيتش) إيمون دي فاليرا النساء من حقوقهنّ الممنوحة مسبقًا. وكذلك، ضمن دستور عام 1937 حقّ المرأة في التصويت والجنسية والمواطنة على قدم المساواة مع الرجل، إذ تضمّن هذا الدستور حكمًا في المادة 41.2 ينصّ على:
1° [...] تعترف الدولة بتقديم المرأة دعمها للدولة من خلال حياتها في المنزل، وهو دعم لا تستطيع الدولة بدونه تحقيق الصالح العام.

2° ولذلك تسعى الدولة إلى ضمان عدم إلزام الأمهات بالانخراط في العمل لضرورات اقتصادية كي لا يهملن واجباتهن في المنزل.
شاركت النساء بنشاط في ثورة عيد الفصح في عام 1916. شاركت نحو 300 امرأة في التمرّد، إذ كانت العديد منهنّ أعضاءً في مجموعة القوات شبه العسكرية الإيرلندية الجمهورية «كومان نا مبان». بحث العديد من المؤرخين وعملوا على تصحيح حالات الإغفال قبل الاحتفال بإحياء ذكرى الثورة في عام 2016. سمح أحد المشاريع المموّلة من الحكومة لكل من ماري مكوليف وليز جيليس بتوثيق قصص 77 امرأة سُجنت بسبب مشاركتهنّ في التمرّد. كانت هؤلاء النساء ناشطات ناضلن من أجل تحقيق العدالة الاجتماعية والمساواة بطرق منوّعة: إصلاح الأراضي، وتنظيم العمل، وحق المرأة في التصويت. قالت الناشطة في مجال حقوق التصويت حانا شيهي سكيفنجتون الجماهير خلال إحدى الجولات الخطابية في عام 1917: «لم أعرف مثل هذه الحالة في التاريخ، أن تشارك النساء مع الرجال في قتالهم من أجل الحرية طوعًا».
تجسّد التحول الكبير في دعم الكنيسة الرومانية الكاثوليكية لسبب الاستقلال أخيرًا، وذلك بعد إعدام بعض القادة المتمرّدين في عام 1916. اعتُبرت الكنسية أقوى مؤسسة في البلاد، إذ مارست سلطاتها في صياغة الدستور. دعمت حكومة الدولة الحرّة الأولى التعدّدية، لكنّ إيمون دي فاليرا لم يكن مؤيّدًا لتحرير المرأة، إذ كرّس التعليم الكاثوليكي والاجتماعي المحافظ إلى جانب الكنيسة. بدأ العمل في قانون الزواج في أيرلندا خلال عام 1932؛ إذ منع أي امرأة متزوجة من العمل في القطّاع العام. أصبحت وسائل منع الحمل في أيرلندا مخالفة للقانون في عام 1935، وذلك بموجب تشريع (تعديل) القانون الجنائي لعام 1935. حُظر الطلاق في أيرلندا في عام 1937، ثم شُرّع لاحقًا.

## الموجة النسوية الثانية
بدأت الموجة النسوية الثانية في أيرلندا في سبعينيات القرن الماضي، إذ كانت كل من نيل ماكافيرتي وماري كيني ويونيو ليفين ونوالا أوفولاين في طليعة هذه الحركة. وفي ذلك الوقت، كانت أغلبية النساء في أيرلندا ربّات منزل.
اعتُبرت حركة تحرير المرأة الإيرلندية بمثابة تحالف لمجموعة من النساء الإيرلنديات اللواتي كنّ قلقات بشأن التمييز الجنسي في أيرلندا في المجالين القانوني والاجتماعي. شرعت هؤلاء النساء في العمل لأول مرة بعد اجتماع في دبلن بويلز كافيه في شارع جرافتون في عام 1970. التقت هؤلاء النساء لاحقًا في مطعم مارغريت غاج في شارع باغوت كل يوم اثنين. لم تستمر هذه المجموعة لفترة طويلة من الزمن لكنّها كانت ذات تأثير كبير. بدأ الأمر مع اثنتي عشر امرأة وحسب، وكانت معظمهنّ صحفيات. كانت يونيو ليفين إحدى مؤسسات هذه الحركة.
سافرت مجموعة من الناشطات النسويات الإيرلنديات (بما في ذلك يونيو ليفين وماري كيني ونيل ماكافيرتي وغيرهنّ من الأعضاء في حركة تحرير المرأة الإيرلندية) إلى بلفاست في أيرلندا الشمالية في عام 1971، وذلك في إطار ما يُسمّى بـ «قطار منع الحمل»، إذ عادوا إلى موطنهم مع بعض الواقيات الذكرية التي لم تكن قانونية في أيرلندا.
أنشأت مجموعة من النساء النسويات برئاسة هيلدا تويدي من الرابطة الإيرلندية لربّات المنزل ما يُسمّى بالمجلس المعني بحالة المرأة في عام 1973، الذي كان يهدف إلى تحقيق المساواة للمرأة. اعتُبر هذا المجلس بمثابة هيئة جامعة للمجموعات النسائية. شملت أنشطة المجلس في تسعينيات القرن الماضي دعم المشاريع المموّلة من الصندوق الاجتماعي الأوروبي، وإدارة برامج ومنتديات القيادة والمرأة. غيّر المجلس اسمه إلى المجلس القومي للمرأة في أيرلندا بعد مراجعة إستراتيجية في عام 1995.
أُلغي قانون الزواج في أيرلندا بحلول عام 1973، إذ بدأ تنفيذ هذا القانون في عام 1932؛ القانون الذي منع أي امرأة متزوّجة من العمل في القطّاع العام.
كانت قضية ماكغي ضد المدّعي العام [1974] أي. آر. 284 إحدى القضايا المرفوعة في المحكمة الإيرلندية العليا في عام 1974، إذ أشارت إلى المادة رقم 41 من الدستور الإيرلندي. كانت هذه القضيّة متعلّقة بماري ماكغي، التي أوصاها الطبيب المعالج لها بعدم الحمل لئلّا تعرّض حياتها للخطر. تلّقت ماكغي لاحقًا بعض التعليمات باستخدام العازل الأنثوي ومبيد النطاف الموصوف لها. ومع ذلك، منعت المادة رقم 17 من تشريع القانون الجنائي لعام 1935 ماكغي من الحصول على وصفة طبيّة. حكمت المحكمة العليا بأغلبية 4 إلى 1 لصالحها، وذلك بعد أن قررت أن الأزواج يمتلكون حقًا دستوريًا في اتخاذ القرارات الخاصة بشأن تنظيم الأسرة.
استطاع الزوج بيع أو رهن منزل الأسرة دون موافقة زوجته أو حتى علمها قبل تنفيذ قانون حماية البيت الأسري في عام 1976.
يحظر قانون المساواة في العمل لعام 1977 معظم أنواع التمييز بين الجنسين في التوظيف.
سمح قانون الصحة (تنظيم الأسرة) لعام 1979 ببيع وسائل منع الحمل في أيرلندا في حال وجود وصفة طبية في عام 1979.
حدثت نكسة في الموجة النسوية الثانية في أيرلندا في عام 1983، وذلك بعد صدور التعديل الثامن لدستور أيرلندا، إذ اعترف التعديل بحقّ «الجنين» في الحياة على قدم المساواة مع حق «الأم». وبذلك، مُنع إجراء عمليات الإجهاض بشكل قانون في أيرلندا إلا في حال التدخل الطبي لإنقاذ حياة المرأة الحامل. وفي وقت لاحق، تضمّن هذا الخطر على حياة المرأة خطر الانتحار بسبب التشريعات. ومع ذلك، أُلغي التعديل الثامن عن طريق الاستفتاء في عام 2018.
انضمّت أيرلندا إلى اتفاقية القضاء على جميع أشكال التمييز ضد المرأة في عام 1985.
سمح قانون الصحة (تنظيم الأسرة) لعام 1985 ببيع الواقي الذكري ومبيدات النطاف لمن تزيد أعمارهم عن 18 عامًا في أيرلندا في عام 1985، وذلك دون الحاجة إلى امتلاك وصفة طبية.
ألغى قانون مكان الإقامة والاعتراف بالطلاق الأجنبي مكان إقامة الزوجة التابع في عام 1986.
ألغى قانون الاسرة عام 1988 الدعوى القانونية المتعلّقة برد الحقوق الزوجية.
انتهت الموجة النسوية الثانية في أيرلندا مع نهاية ثمانينيات القرن الماضي.